# Flynn-effekten
Flynn-effekten er betegnelsen for det fænomen, at de opnåede resultater på forskellige intelligenstests gennemsnitlig har vist sig at øges over tid i takt med hvert generationsskifte og med den globale udvikling. Fænomenet, der således er et socialt produkt, kan observeres over hele verden, og er opkaldt efter den newzealandske politolog og intelligensforsker James R. Flynn. Den gennemsnitlige stigning i IQ resultaterne inden for de sidste 100 år synes at være på omkring 3 point per årti. I de mest udviklede I-lande synes effekten imidlertid nu at være begyndt at flade ud eller endda være gået lidt tilbage.
Flynn hævder, at årsagen til  effekten skyldes den globale samfundsudvikling inden for de seneste hundrede år med større krav til (og dermed træning i) abstrakt tænkning, adgang til computere, mere visuelt orienteret kultur (internet), o.lign.
Med den danske Børge Priens Prøve er der set et fald i testscoren fra 1998 og 2003/2004, dvs. en omvendt Flynn-effekt.